# Спас (городской округ Калуга)
Спас — село в городском округе Калуга, Калужская область, Россия. Расположено в 1,5 км от места впадения реки Угры в Оку и в 1 км от железнодорожной платформы 188 км.
В селе расположен Спасо-Преображенский Воротынский монастырь, основанный на рубеже XV—XVI веков. В монастыре сохранились шатровая Преображенская церковь (XVI век) и Введенская церковь с двумя небольшими шатрами (XVI—XVII века), а также некрополь с несколькими десятками надгробий XVI—XVII вв.

## Население
| 2002 | 2010 | 2022 |
| ---- | ---- | ---- |
| 58   | ↘32  | ↗48  |